# Athletic Club Sparta Praha fotbal 1999-2000
Questa voce raccoglie le informazioni riguardanti l'Athletic Club Sparta Praha fotbal nelle competizioni ufficiali della stagione 1999-2000.

## Stagione
Lo Sparta Praga vince il sesto titolo nazionale con le reti del capocannoniere Lokvenc (21).
In UEFA Champions League i cechi sono inseriti nel raggruppamento G, comprendente Bordeaux, Spartak Mosca e Willem II. Lo Sparta pareggia contro il Bordeaux (due 0-0), vincendo contro il Willem II (4-0 in casa e 3-4 nei Paesi Bassi) e ottenendo 4 punti contro i russi (1-1 a Mosca e 5-2 a Praga) chiudendo il girone da imbattuta al primo posto con 12 punti assieme al Bordeaux. Nella seconda fase a gironi i cechi sono inseriti assieme a Barcellona, Porto e Hertha Berlino: vincono solamente la sfida di Praga contro l'Hertha Berlino (1-0), pareggiando a Berlino (1-1) e a Oporto (2-2) e perdendo i restanti incontri (0-2 a Praga contro il Porto, 5-0 a Barcellona e 1-2 a Praga contro gli spagnoli); il girone è concluso al terzo posto dietro a Barcellona e Porto.

## Calciomercato
Vengono ceduti Čaloun (Marila Příbram), Mlejnsky (Viktoria Žižkov), Votava (al Monaco 1860 per 850.000 euro), Papoušek (Jablonec), Stracený (Viktoria Žižkov), Sovic (Viktoria Žižkov) e nel gennaio del 2000 Smarda (Chmel Blšany).
Vengono acquistati Blažek (Bohemians Praga), Labant (Slavia Praga), Fukal (Jablonec), Flachbart (Bohemians Praga), Bolf (Baník Ostrava), Sionko (dal Baník Ostrava per 700.000 euro), Jarošík (Slovan Liberec), Hapal (Sigma Olomouc), Jun e nel gennaio del 2000 Lengyel (České Budějovice).

## Organico

### Rosa
| N. |                       | Ruolo | Calciatore      |
| -- | --------------------- | ----- | --------------- |
| 22 | Rep. Ceca (bandiera)  | P     | Jaromír Blažek  |
| 1  | Rep. Ceca (bandiera)  | P     | Tomáš Poštulka  |
| 3  | Slovacchia (bandiera) | D     | Vladimír Labant |
| 7  | Rep. Ceca (bandiera)  | D     | Jan Flachbart   |
| 17 | Rep. Ceca (bandiera)  | D     | Pavel Novotný   |
| 26 | Rep. Ceca (bandiera)  | D     | Michal Žižka    |
| 5  | Rep. Ceca (bandiera)  | D     | Michal Horňák   |
| 78 | Rep. Ceca (bandiera)  | D     | Roman Lengyel   |
| 27 | Rep. Ceca (bandiera)  | D     | Milan Fukal     |
| 13 | Rep. Ceca (bandiera)  | D     | René Bolf       |
| 2  | Rep. Ceca (bandiera)  | D     | Petr Gabriel    |
| 29 | Rep. Ceca (bandiera)  | D     | Petr Lukáš      |
| 6  | Rep. Ceca (bandiera)  | C     | Zdeněk Svoboda  |

| N. |                      | Ruolo | Calciatore        |
| -- | -------------------- | ----- | ----------------- |
| 12 | Rep. Ceca (bandiera) | C     | Vlastimil Svoboda |
| 8  | Rep. Ceca (bandiera) | C     | Jiří Novotný      |
| 4  | Rep. Ceca (bandiera) | C     | Martin Hašek      |
| 14 | Rep. Ceca (bandiera) | C     | Libor Sionko      |
| 20 | Rep. Ceca (bandiera) | C     | Jiří Jarošík      |
| 25 | Rep. Ceca (bandiera) | C     | Tomáš Rosický     |
| 21 | Rep. Ceca (bandiera) | A     | Tomáš Jun         |
| 19 | Rep. Ceca (bandiera) | A     | Martin Prohászka  |
| 10 | Rep. Ceca (bandiera) | A     | Horst Siegl       |
| 23 | Rep. Ceca (bandiera) | A     | Miroslav Baranek  |
| 9  | Rep. Ceca (bandiera) | A     | Vratislav Lokvenc |
| 11 | Rep. Ceca (bandiera) | A     | Josef Obajdin     |

### Staff tecnico
Jan Stejskal è l'allenatore dei portieri.